# Janez Karl Filip Kobencl
Janez Karl Filip Kobencl, kranjski diplomat, politik in prostozidar, * 1712, Ljubljana, † 1770, Bruselj. Leta 1741 je vstopil v prostozidarsko ložo Sonce (Zur Sonne) v Bayreuthu. Grof Janez Karl Filip Kobencl je umrl skrajno zadolžen leta 1770 kot avstrijski poslanik na Nizozemskem.